# Mona Caird
Mona Caird née le 24 mai 1854 à Ryde dans l'Île de Wight et morte le 4 février 1932 à Londres est une autrice et une féministe anglaise.

## Biographie
Alice Mona Alison naît le 24 mai 1854 à Ryde dans l'Île de Wight. Très jeune elle écrit des pièces et des histoires. Le 19 décembre 1877, elle épouse James Alexander Caird. Ils s'installent à Londres où ils resteront toute leur vie. En 1883 Mona Caird commence à publier des romans sous le pseudonyme de G. Noel Hatton. L'année suivante elle donne naissance à un fils prénomé Alison James. En 1889, elle signe un premier roman, The Wing of Azrael sous son vrai nom. À partir de cette date ses romans sont publiés sous l'un ou l'autre nom. Certains de ses romans proposent un message féministe qu'elle délivre déjà dans des essais ou des tracts. En 1897, plusieurs de ces textes sont rassemblés sous le titre The Morality of Marriage and other Essays on the Status and Destiny of Women. Si la défense des droits des femmes est une priorité pour Mona Caird, celle-ci s'est aussi battu contre l'alcoolisme et contre la vivisection.
Elle intègre la rédaction du magazine Urania avec Eva Gore-Booth, Esther Ropper et Irene Clyde. La publication ouvertement féministe est composée d’articles et de poèmes du monde entier, accompagnés de commentaires éditoriaux. Chaque numéro aime à déclarer que le sexe est un accident et qu'il n'existe pas de caractéristiques intrinsèques du mâle ou de la femelle,,.

## Dernières année
Elle meurt à Londres le 4 février 1932 d'un cancer du colon.

## Ouvrages de Mona Caird
- Whom Nature Leadeth (1883) roman
- One That Wins (1887) roman
- Marriage (1888) essai
- The Wing Of Azrael (1889) roman
- The Emancipation of the Family(1890) essai
- A Romance Of The Moors (1891) récits
- The Yellow Drawing-Room (1892) récit
- A Defence of the So-Called Wild Women (1892) essai
- The Daughters Of Danaus (1894) roman
- The Sanctuary Of Mercy (1895) essai
- A Sentimental View Of Vivisection (1895) essai
- Beyond the Pale: An Appeal on Behalf of the Victims of Vivisection (1897) essai développé
- The Morality of Marriage and Other Essays on the Status and Destiny of Women (1897) essais
- The Pathway Of The Gods (1898) roman
- The Ethics of Vivisection (1900) essai
- The Logicians: An episode in dialogue (1902) pièce de théâtre
- Romantic Cities Of Provence (1906) récit de voyage
- Militant Tactics and Woman's Suffrage (1908) essai
- The Stones Of Sacrifice (1915) essai
- The Great Wave (1931) roman